# Alisher Saʼdullayev
Alisher Zafarovich Saʼdullayev (latín uzbeko: Alisher Zafarovich (Zafar o'g'li) Saʼdullayev, cirílico uzbeko: Алишер Зафарович (Зафар ўғли) Саъдуллев; nacido el 11 de julio de 1994) es un político uzbeko que se ha desempeñado como director de la Agencia de Asuntos de la Juventud de Uzbekistán desde 2020. También es presidente de la Federación de Ajedrez de Uzbekistán y miembro del Senado de Uzbekistán desde 2020, cuando, a los 25 años, se convirtió por decreto presidencial en el miembro más joven del Senado en los 29 años de historia del país.
Anteriormente, Saʼdullayev trabajó como Presidente de la Unión de Jóvenes de Uzbekistán (2019-2020), Primer Asesor Adjunto del Presidente de Uzbekistán para Asuntos de Juventud, Ciencia, Educación, Salud, Cultura y Deportes (2019-2020) y Viceministro de Educación Pública de Asuntos de la Juventud (2017-2018). En junio de 2021, Saʼdullayev recibió el premio estatal Mehnat Shuhrati.Él está casado y tiene dos hijas.

## Carrera
Después de ser nombrado presidente de la Unión de Jóvenes de Uzbekistán, Saʼdullayev reformó el sindicato e introdujo varios cambios importantes. Canceló su membresía en la agencia  un programa de becas para estudiantes destacados y promovió una cultura de voluntariado entre los jóvenes, particularmente durante la pandemia de COVID-19 y tras la falla de la presa de Sardoba.Saʼdullayev también ha estado tomando medidas para promover una cultura de lectura entre los jóvenes a lo largo de su carrera: durante su mandato como Presidente de la Unión Juvenil de Uzbekistán, creó el concurso de lectura de libros Jóvenes Lectores. Desde que fue nombrado director de la Agencia de Asuntos de la Juventud, sucesora del sindicato, apoya la traducción de libros en idiomas extranjeros al uzbeko y la publicación de nuevos volúmenes. En 2022, bajo su dirección se publicó y se distribuyó de forma gratuita un libro de bolsillo de seis volúmenes sobre los jadids uzbekos titulado "Jadidlar".
En 2017, el presidente Mirziyoyev estableció un Día de la Juventud que se celebrará anualmente en todo Uzbekistán el 30 de junio por iniciativa de Saʼdullayev. Saʼdullayev también ha liderado esfuerzos para compensar a los estudiantes que obtienen buenos resultados en pruebas estandarizadas como el IELTS. Bajo su dirección, la Agencia de Asuntos de la Juventud ha lanzado varias iniciativas de diversidad e inclusión, incluido un programa de becas para personas con discapacidad. Saʼdullayev es uno de los iniciadores de WikiStipendiya, un WikiProyecto a gran escala que tiene como objetivo aumentar la cobertura de artículos en la Wikipedia uzbeka. Tiene un gran número de seguidores en las redes sociales: su canal Telegram tiene más de 275.000 suscriptores.
Saʼdullayev fue nombrado presidente de la Federación de Ajedrez de Uzbekistán en mayo de 2022.En agosto de 2022, Uzbekistán ganó la 44.ª Olimpiada de Ajedrez, y el equipo uzbeko de cinco hombres ganó la medalla de oro en el evento abierto con un total de 19 puntos de partido. Sus ocho victorias y tres empates lo convirtieron en el único equipo invicto del torneo. Poco después del torneo, Saʼdullayev anunció que Uzbekistán albergaría la 46ª Olimpiada de Ajedrez en 2026.
El 20 de diciembre de 2022, el presidente Shavkat Mirziyoyev anunció que el número de ministerios y agencias del país se reduciría de 61 a 28. La Agencia de Asuntos de la Juventud se añadió al recién creado Ministerio de Política Juvenil y Deportes. Adham Ikramov, de 54 años, fue nombrado ministro. Saʼdullayev fue nombrado Primer Viceministro conservando sus cargos anteriores.

## Vida personal
Nacido y criado en el distrito de Yizaj de Uzbekistán, Saʼdullayev tiene una licenciatura en marketing y gestión empresarial del Instituto de Desarrollo Gerencial de Singapur en Tashkent. Está casado  y tiene dos hijas.